# パウル・クレツキ
パウル・クレツキ（ポーランド語: Paweł Klecki; 1900年3月21日 - 1973年3月5日）は、ポーランド出身の指揮者、作曲家である。本名はパヴェウ・クレツキ。激動の20世紀を生き抜き、そのキャリアはソビエト連邦、イギリス、スイスへと展開した。

## 生涯
クレツキは1900年3月21日、現在のポーランド領ウッジに生まれた。幼少期から音楽の才能を示し、ワルシャワ音楽院で作曲を学んだ。当初は作曲家としての道を志し、若くして交響曲や協奏曲、室内楽曲などを発表している。特に、作曲家としての初期の作品は、アントン・ブルックナーやグスタフ・マーラーといった後期ロマン派の影響を強く受けていたとされる。
しかし、彼の人生は政治的な激動によって大きく左右された。第一次世界大戦後、ソビエト連邦が成立すると、クレツキは音楽家としての活動の場を求め、1920年代にソ連へと渡った。そこで彼は、セルゲイ・プロコフィエフやドミートリイ・ショスタコーヴィチといった同時代の作曲家たちと交流し、ソ連の音楽界で頭角を現した。しかし、スターリン体制下での芸術に対する統制が強まるにつれ、クレツキは自身の芸術的自由が脅かされると感じるようになった。
1930年代後半、クレツキはソ連を離れ、西ヨーロッパへと移住した。特に、第二次世界大戦中はイギリスに拠点を置き、ロンドン・フィルハーモニー管弦楽団などを指揮する機会を得た。この時期から、彼は作曲よりも指揮活動に重点を置くようになる。戦後、クレツキはスイスに定住し、そこを活動の拠点とした。
スイスでの活動は、クレツキのキャリアにおいて最も充実した時期であると言える。彼はヨーロッパ各地の主要オーケストラに客演し、その確かな解釈と情熱的な指揮ぶりで高い評価を得た。特に、ブラームスやベートーヴェンといったドイツ・ロマン派の作品の解釈には定評があり、数多くの録音を残している。また、マーラーの交響曲の普及にも貢献した。
クレツキは教育者としても活動し、多くの若手指揮者を育成した。彼の指揮は、正確なリズム感とダイナミックな表現力を特徴とし、聴衆を魅了した。1973年3月5日、スイスにて72歳で死去した。

## 音楽的特徴
クレツキの指揮は、明晰な楽曲構造の把握と、作品の持つ感情を深く掘り下げるアプローチが特徴である。彼はスコアに忠実でありながらも、自身の音楽的ビジョンを明確に提示することで、演奏に説得力と深みを与えた。特に、複雑なテクスチュアを持つ後期ロマン派の作品において、その手腕は遺憾なく発揮された。また、彼はテンポの緩急を巧みに操り、ダイナミクスを幅広く用いることで、ドラマティックな音楽表現を追求した。
作曲家としてのクレツキは、指揮者としての名声に比してあまり知られていない。しかし、彼の初期の作品は、ロシア音楽の伝統と西欧ロマン派の様式が融合した独自の世界を築いていたとされる。彼が指揮に専念するようになった背景には、自身の作曲活動が時代の趨勢と合致しなくなったという判断があったのかもしれない。

## 評価
パウル・クレツキは、20世紀中盤を代表する偉大な指揮者の一人として、現在もその功績が称えられている。彼の残した数々の録音は、現代においても多くの聴衆や音楽家から高く評価されており、特にドイツ・ロマン派のレパートリーにおける彼の解釈は、後世の指揮者たちに大きな影響を与えた。

## 参考書籍
- Grün, Joachim. "Paul Kletzki: A Conductor's Life in Music." Schott Music, 2010.
- Lebrecht, Norman. "The Maestro Myth: Great Conductors in Pursuit of Power." Simon & Schuster, 1991.